# Centre d'art de l'Yonne

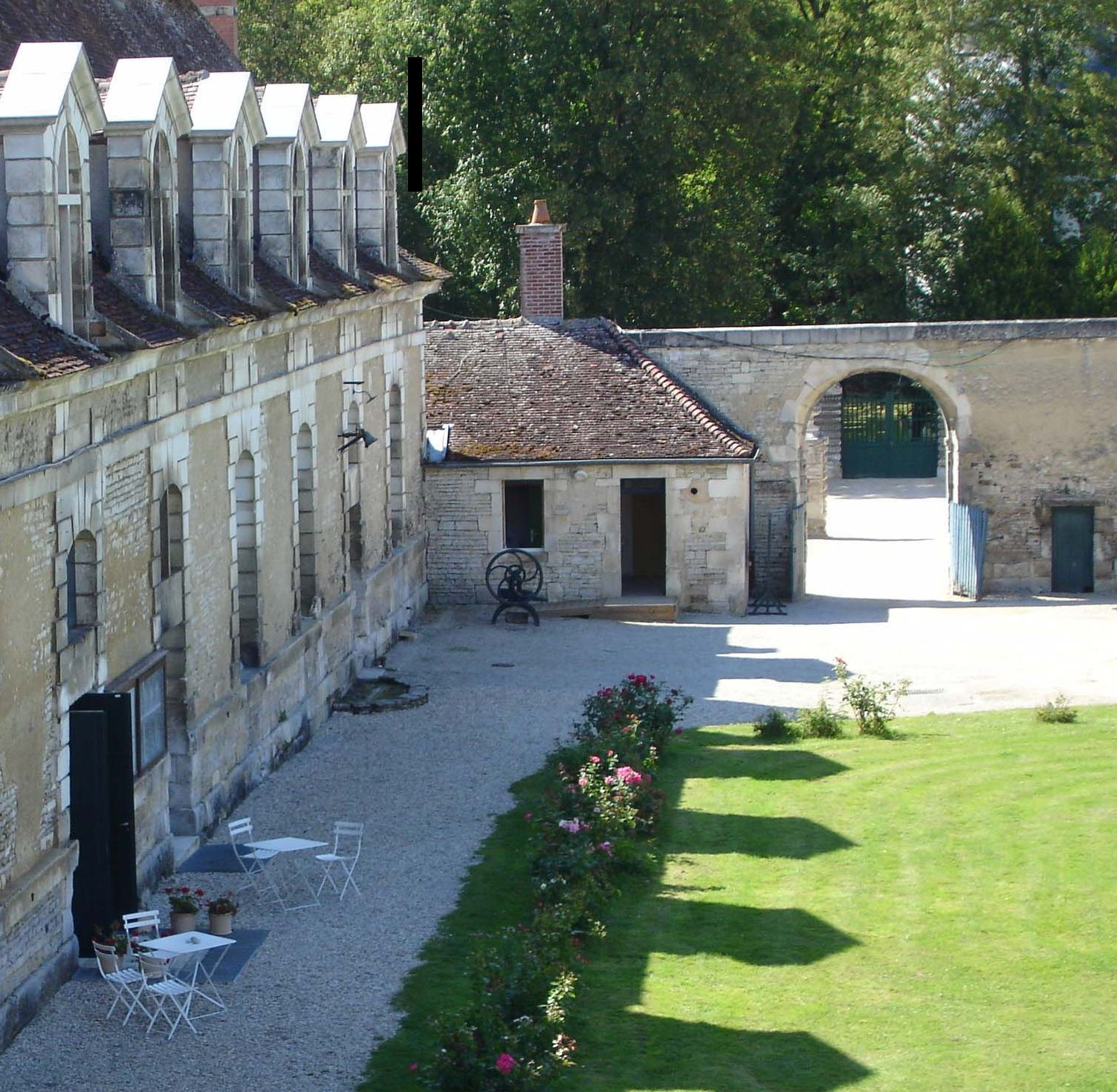
Le site d'expositions à Tanlay.

Le centre d'art de l'Yonne est un centre d'art contemporain se trouvant à Tanlay, dans le département de l'Yonne en France. 
Il s'inscrit dans le réseau national des centres d'art en France et a pour mission de développer l'art contemporain dans le département. Pour répondre aux objectifs qui lui ont été fixés, le Centre d'art de l'Yonne a mis en œuvre depuis 1998 : 
- une programmation d'expositions
- des aides à la création
- des résidences d'artistes en milieu scolaire
- un service éducatif
- un centre de documentation
- des publications

Tous les étés, de juin à septembre, le centre d'art de l'Yonne organise une grande exposition au château de Tanlay, architecture des XVIe et XVIIe siècles, situé dans le Tonnerrois. Depuis 1984, dans sept salles des bâtiments des communs, se succèdent des monographies et des expositions thématiques.

## Expositions
Depuis 1998, le centre a proposé de nombreuses expositions :
- Le Champ des illusions (Tjeerd Alkema, François Loriot & Chantal Mélia, Markus Raetz, Bernard Voïta)
- Hervé Télémaque - des Modes & Travaux - 1959-1999
- Domiciles, de la maison à la ville, de la construction à la ruine (Absalon, Dennis Adams, Yves Bélorgey, Balthasar Burkhard, Philippe Cognée, Robin Collyer, Pascal Convert, Stephen Craig, Jean Criton, Philippe de Gobert, Christoph Draeger, Isabelle Grosse, Marin Kasimir, Bodys Isek Kingelez, Frédéric Lefever, Didier Marcel, Ryūji Miyamoto, Jan van de Pavert, Anne et Patrick Poirier, Jean-Pierre Raynaud, Kristina Solomoukha, Robert Suermondt, Danny Tabak, USA-United Swiss Artist)
- Etienne-Martin - Erik Dietman
- Le portrait s'envisage... (Philippe Bazin, Maurizio Cattelan, Vincent Chhim, Izumi Chiaraluce, Patrick Corillon, Eric Corne, Bertrand Gadenne, Jean Olivier Hucleux, Philippe Hurteau, On Kawara, Bertrand Lavier, Pierre Moignard, Yan Pei-Ming, Antonio Saura, Daniel Schlier, Gérald Thupinier, Patrick Tosani)
- Qui a peur du rouge, du jaune et du bleu ? (Arthur Aeschbacher, Bernard Aubertin, Cécile Bart, John Baldessari, John Batho, Christian Bonnefoi, Etienne Bossut, Marian Breedveld, Stéphane Couturier, Sonia Delaunay, Tom Drahos, Jean-François Dubreuil, Gilbert & George, Gottfried Honegger, Hans Hemmert, François Jeune, Yves Klein, Imi Knoebel, Eugène Leroy, Dominique Lacoudre, madé, Jacques Monory, François Morellet, Tania Mouraud, Aurélie Nemours, Katsuhito Nishikawa, Antoine Perrot, Pascal Pinaud, Jean-Pierre Pincemin, Jean-Pierre Raynaud, Georges Rousse, Sylvie Turpin, Felice Varini, Jacques Villeglé, Andy Warhol, Judith Wolfe)
- La peau du chat - Carlota Charmet et les collectionneurs (Valério Adami, Gilles Aillaud, Pierre Alechinsky, Alquin, Eduardo Arroyo, Jean-Michel Atlan, Théo-Christian Babou, Carole Benzaken, Pierre Buraglio, Franck Chalendard, Philippe Cognée, Henri Cueco, Lucio Del Pezzo, Hervé Di Rosa, Erro, Gérard Gasiorowski, Gérarddiaz, Roger Edgar Gillet, Gérard Guyomard, Christian Jaccard, Joël Kermarrec, Peter Klasen, Piotr Klemensiewicz, Jean Le Gac, Ange Leccia, Lybinka, André Marfaing, Maryan, Didier Mencoboni, Ivan Messac, Bernard Moninot, Jacques Monory, Daniel Nadaud, Bernard Piffaretti, Ernest Pignon-Ernest, Jacques Poli, Daniel Pommereulle, Bernard Rancillac, Antonio Recalcati, Etienne Sandorfi, Daniel Schlier, Jean-Claude Silbermann, Djamel Tatah, Hervé Télémaque, Vladimir Velickovic, Jan Voss)
- D'un lieu l'autre - œuvres de la collection Daniel Bosser (Véronique Joumard, Joseph Kosuth, Lefevre Jean-Claude, Claude Rutault, Ernest T., Michel Verjux, Kees Visser, Lawrence Weiner)
- Les métamorphoses de l'ange (Christian Boltanski, Gerd Bonfert, Véronique Boudier, Balthasar Burkhard, Hannah Collins, Frédérique Decombe, Du Zhenjun, Patrice Ferrasse, Louis Jammes, Maria Klonaris & Katerina Thomadaki, Dominique Lacoudre, François Loriot & Chantal Mélia, Laurent Moriceau, Orlan, Philippe Parreno, Emmanuel Pereire, Pierre & Gilles, Mathilde Rosier, Yves Rozet, Sarkis, Roman Signer, Joel Peter Witkin)
- La peinture, en principe (Janos Ber, Dominique Gauthier, Jean-Louis Gerbaud, Simon Hantaï, Patrice Pantin, Bernard Piffaretti, Cédric Teisseire, Claude Viallat)
- MIMETIC (Lara Almarcegui, Delphine de Blic, Etienne Bossut, Lilian Bourgeat, Franck Bragigand, Christoph Büchel, Buy-sellf, Somina Denicolai & Ivo Provoost, Gérard Deschamps, Florence Doléac, Anne Durez, Dominique Ghesquière, Vincent Kohler, Guillaume Leblon, Los Carpinteros, Rita McBride, Mathieu Mercier, Jiro Nakayama, Marylène Negro, Laurent Perbos, Guillaume Poulain, Jean-Pierre Raynaud, Pascal Rivet)
- Jean-Pierre Pincemin
- On a marché sur la Terre ! (Gilles Balmet & Benoît Broisat, Miguel Chevalier, Valère Costes, Hubert Duprat, Hervé G. Ic, Andrew Lewis, Adrien Missika)
- Les Chemins du dessin (Nicolas Aiello, Pierrette Bloch, Jean Olivier Hucleux, Penny Hes Yassour, Rémy Jacquier, Lydie Jean-Dit-Pannel, JF Moriceau & P Mrzyk, Didier Trenet)
- Veilleurs de nuit (Stéphane Belzère, Gabriel Desplanque, Claude Lévêque, Rut Blees Luxemburg, Virgile Novarina, Jean-Jacques Rullier, Pierrick Sorin)